# Operação Erga Omnes

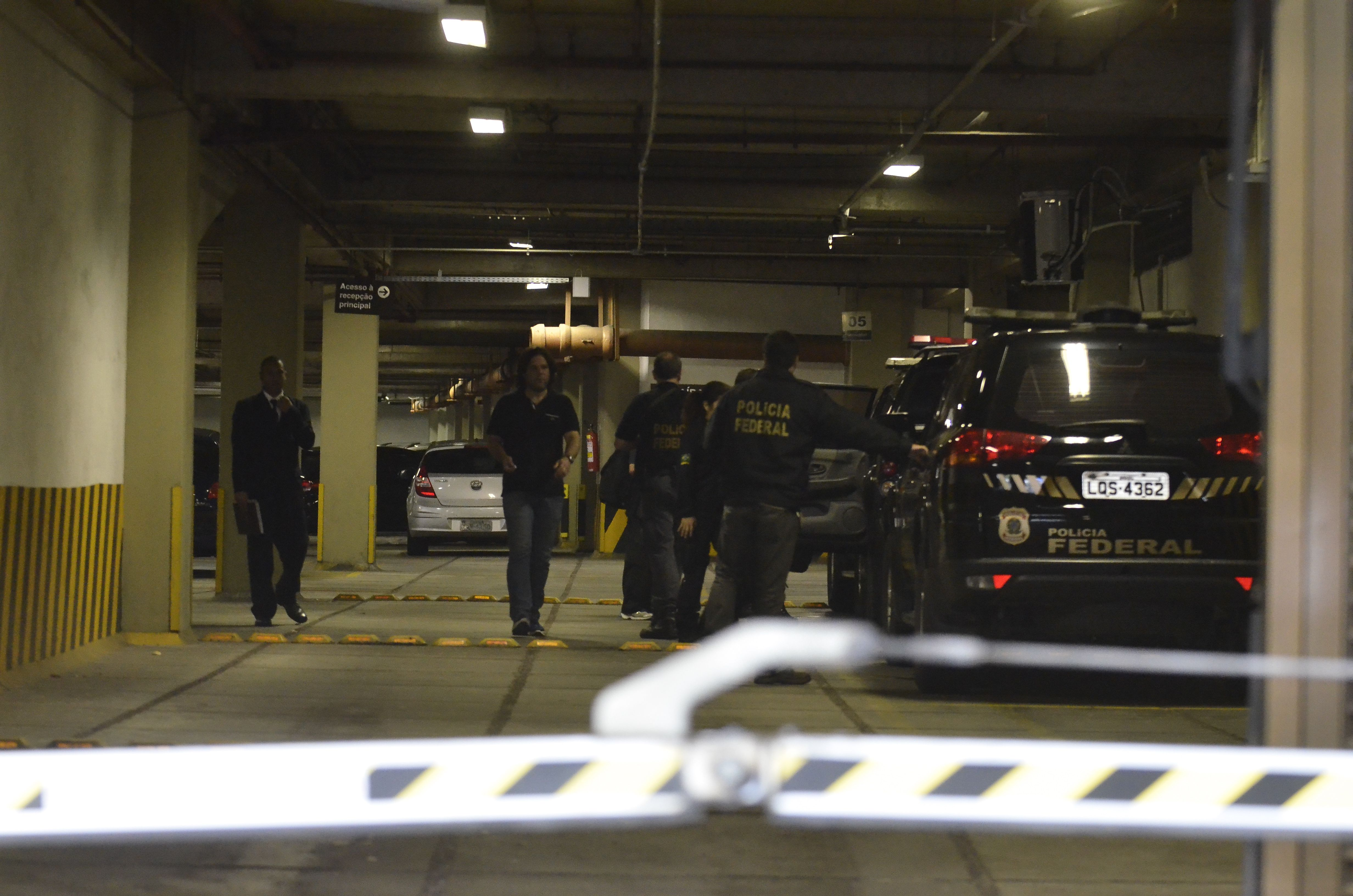
Policiais federais cumprem mandados de busca e apreensão na sede da empreiteira Norberto Odebrecht (atual Novonor), no Rio de Janeiro.

Operação Erga Omnes foi uma operação da Polícia Federal do Brasil deflagrada em 19 de junho de 2015, representando a 14.ª fase da Operação Lava Jato.
A expressão "erga omnes" (lit., "vale para todos"), é um latinismo utilizado no meio jurídico para indicar que os efeitos de uma lei atingem todos de um país. Esta fase da operação tem como alvo as empreiteiras Odebrecht (atual Novonor) e Andrade Gutierrez e investiga crimes de formação de cartel, fraude a licitações, corrupção, desvio de verbas públicas, lavagem de dinheiro, entre outros. De acordo com o Ministério Público Federal, as empresas tinham esquema sofisticado de corrupção ligada à Petrobras, envolvendo pagamento de propina a diretores da estatal por meio de contas bancárias secretas no exterior.

## Prisões

### Executivos da Odebrecht
- Marcelo Odebrecht, presidente, prisão preventiva[3]
- João Antônio Bernardi, ex-diretor, prisão preventiva[3]
- Alexandrino de Salles, prisão temporária[3]
- Cristiana Maria da Silva Jorge, consultora, prisão temporária[3]
- Márcio Faria da Silva, prisão preventiva[3]
- Rogério Santos de Araújo, prisão preventiva[3]

### Executivos da Andrade Gutierrez
- Otávio Marques de Azevedo, presidente, prisão preventiva[3]
- Antônio no Pedro Campelo de Souza, prisão temporária[3]
- Flávio Lucio Magalhães, prisão temporária[3]